# Alain Porthault
Alain René Porthault (* 15. Juli 1929 in Vervins, Département Aisne; † 25. November 2019 in Paris) war ein französischer Sprinter und Rugbyspieler.
Bei den Olympischen Spielen schied er 1948 in London im Vorlauf der 4-mal-100-Meter-Staffel aus. 1952 in Helsinki erreichte er über 100 m das Halbfinale und wurde Fünfter in der 4-mal-100-Meter-Staffel. 1949 wurde er Französischer Meister über 100 m. Seine persönliche Bestzeit über diese Distanz von 10,7 s stellte er 1948 auf.
Porthault spielte auch Rugby Union für den Pariser Verein Racing Club de France. Mit diesem stieß er in der Saison 1949/50 ins Meisterschaftsfinale vor, wobei er beide Versuche seiner Mannschaft bei der 8:11-Niederlage gegen Castres Olympique erzielte. Für die französische Nationalmannschaft bestritt er in den Jahren 1951 bis 1953 sieben Test Matches.